# Parafia św. Anny w Mołtajnach
Parafia świętej Anny w Mołtajnach – parafia rzymskokatolicka znajdująca się w archidiecezji warmińskiej, w dekanacie Kętrzyn.